# Зернове (пункт контролю)
52°10′56″ пн. ш. 34°1′20″ сх. д. / 52.18222° пн. ш. 34.02222° сх. д.
Зернове́ — пункт пропуску через державний кордон України на кордоні з Росією.
Розташований у Сумській області, Середино-Будський район, у місті Середина-Буда на станції Зернове. Через місто проходить автошлях Т 1908 та Т 1915. Із російського боку знаходиться пункт пропуску «Суземка», Суземський район Брянської області, у напрямку Брянська.
Вид пункту пропуску — залізничний. Статус пункту пропуску — міжнародний.
Характер перевезень — пасажирський, вантажний.
Окрім радіологічного, митного та прикордонного контролю, пункт пропуску «Зернове» може здійснювати санітарний, фітосантіарний та ветеринарний контроль.
Пункт пропуску «Зернове» входить до складу митного посту «Хутір-Михайлівський» Сумської митниці. Код пункту пропуску — 80510 10 00 (12).

## Джелела та посилання
- Пункти пропуску на кордоні із Росією — Державна прикордонна служба[недоступне посилання з квітня 2019]